# Federação Australiana de Voleibol
A Federação Australiana de Voleibol  (em inglês: Australian Volleyball Federation - AVF) é  uma organização fundada em 1963 que governa a pratica de voleibol na Austrália, sendo membro da Federação Internacional de Voleibol e da Confederação Asiática  de Voleibol, é responsável por  organizar  os torneios de  voleibol no país.

## Ligações Externas
- Site oficial